# Edon (Ohio)
Pour les articles homonymes, voir Edon.
Edon est un village américain situé dans le comté de Williams, dans l’Ohio. Selon le recensement de 2010, sa population est de 834 habitants.